# Gülpınar, Demirci
Gülpınar là một xã thuộc huyện Demirci, tỉnh Manisa, Thổ Nhĩ Kỳ. Dân số thời điểm năm 2011 là 83 người.